# 山口喜内
山口(易井) 喜内（やまぐち きない）は、安土桃山時代から江戸時代初期にかけての武士。紀伊国山口の代官。

## 略歴
名草一揆勢の盟主と呼ばれ、大坂夏の陣で豊臣軍に味方をし、紀州一揆を起こしたが浅野軍に鎮圧され、一族を逃がしその場で切腹をした。

居館跡には紀州藩易井屋敷（山口御殿）が建てられた。5000坪の平地に建つ御殿には江戸幕府との公式な催しを行う時に使われ、参勤交代の休憩所として使用されていた。現在は和歌山市立山口小学校になっており、校内や小学校周囲に山口御殿の堀や井戸跡がある。
嫡男・兵内は豊臣秀次の娘であるお菊を室としている
結城進『山口喜内興廃実録.』2009年。
坂上田村麻呂（坂上氏）の5世の孫である坂上五郎の末裔の武士。坂上田村麻呂の墓である「将軍塚」や山口西は坂上村とも呼ばれ、山口神社があり、紀伊坂上氏の本貫地であった
『角川地名辞典』『和歌山県神社誌』